# Mikael Ishak
Mikael Ishak (Stockholm, 1993. március 31. –) svéd válogatott labdarúgó, a lengyel Lech Poznań csatárja és csapatkapitánya.

## Pályafutása

### Klubcsapatokban
Ishak a svéd fővárosban, Stockholmban született. Az ifjúsági pályafutását az Assyriska akadémiájánál kezdte.
2010-ben mutatkozott be az Assyriska felnőtt csapatában. 2011-ben a német első osztályban szereplő Kölnhöz igazolt. A 2012–13-as szezon második felében a svájci St. Gallennél szerepelt kölcsönben. 2013-ban az olasz Parma csapatához szerződött, majd fél hónappal később a Crotone-hoz került kölcsönbe. 2014 augusztusában a dán Randershez csatlakozott. 2017-ben a Nürnberghez igazolt. Először a 2017. február 20-ai, 1860 München ellen 2–0-ra elvesztett mérkőzés 77. percében, Kevin Möhwald cseréjeként lépett pályára. 2017. szeptember 16-án, a Duisburg ellen 6–1-re megnyert találkozón mesterhármast szerzett. 2020. július 20-án hároméves szerződést kötött a lengyel első osztályban érdekelt Lech Poznań együttesével. 2020. augusztus 21-én, a Zagłębie Lubin ellen 2–1-re elvesztett bajnokin debütált és egyben meg is szerezte első gólját a klub színeiben.

### A válogatottban
Ishak az U19-es és az U21-es korosztályú válogatottakban is képviselte Svédországot.
2015-ben debütált a felnőtt válogatottban. Először a 2015. január 15-ei, Elefántcsontpart ellen 2–0-ra megnyert mérkőzés 82. percében, Isaac Kiese Thelint váltva lépett pályára. Első válogatott gólját 2016. január 6-án, Észtország ellen 1–1-es döntetlennel zárult barátságos mérkőzésen szerezte meg.

## Statisztikák
2023. március 12. szerint
| Klub                    | Szezon   | Osztály            | Bajnokság | Bajnokság | Kupa  | Kupa | Nemzetközi | Nemzetközi | Összesen | Összesen |
| Klub                    | Szezon   | Osztály            | Meccs     | Gól       | Meccs | Gól  | Meccs      | Gól        | Meccs    | Gól      |
| ----------------------- | -------- | ------------------ | --------- | --------- | ----- | ---- | ---------- | ---------- | -------- | -------- |
| Assyriska               | 2010     | Superettan         | 19        | 4         | 1     | 0    | —          | —          | 20       | 4        |
| Assyriska               | 2011     | Superettan         | 28        | 9         | 1     | 0    | —          | —          | 29       | 9        |
| Assyriska               | Összesen | Összesen           | 47        | 13        | 2     | 0    | 0          | 0          | 49       | 13       |
| Köln                    | 2011–12  | Bundesliga         | 11        | 0         | 0     | 0    | —          | —          | 11       | 0        |
| Köln                    | 2012–13  | 2. Bundesliga      | 7         | 0         | 1     | 0    | —          | —          | 8        | 0        |
| Köln                    | Összesen | Összesen           | 18        | 0         | 1     | 0    | 0          | 0          | 19       | 0        |
| St. Gallen (kölcsönben) | 2012–13  | Swiss Super League | 12        | 3         | 0     | 0    | —          | —          | 12       | 3        |
| Crotone (kölcsönben)    | 2013–14  | Serie B            | 24        | 4         | 0     | 0    | —          | —          | 24       | 4        |
| Randers                 | 2014–15  | Danish Superliga   | 26        | 11        | 2     | 2    | —          | —          | 28       | 13       |
| Randers                 | 2015–16  | Danish Superliga   | 28        | 12        | 0     | 0    | 2          | 1          | 30       | 13       |
| Randers                 | 2016–17  | Danish Superliga   | 17        | 8         | 1     | 1    | —          | —          | 18       | 9        |
| Randers                 | Összesen | Összesen           | 71        | 31        | 3     | 3    | 2          | 1          | 76       | 35       |
| Nürnberg                | 2016–17  | 2. Bundesliga      | 7         | 0         | 0     | 0    | —          | —          | 7        | 0        |
| Nürnberg                | 2017–18  | 2. Bundesliga      | 28        | 12        | 3     | 1    | —          | —          | 31       | 13       |
| Nürnberg                | 2018–19  | Bundesliga         | 29        | 4         | 2     | 2    | —          | —          | 31       | 6        |
| Nürnberg                | 2019–20  | 2. Bundesliga      | 13        | 1         | 2     | 0    | —          | —          | 15       | 1        |
| Nürnberg                | Összesen | Összesen           | 77        | 17        | 7     | 3    | 0          | 0          | 84       | 20       |
| Lech Poznań             | 2020–21  | Ekstraklasa        | 22        | 12        | 0     | 0    | 10         | 8          | 32       | 20       |
| Lech Poznań             | 2021–22  | Ekstraklasa        | 31        | 18        | 2     | 0    | —          | —          | 33       | 18       |
| Lech Poznań             | 2022–23  | Ekstraklasa        | 20        | 10        | 1     | 0    | 16         | 9          | 37       | 19       |
| Lech Poznań             | Összesen | Összesen           | 73        | 40        | 3     | 0    | 26         | 17         | 102      | 57       |
| Összesen                | Összesen | Összesen           | 322       | 108       | 16    | 6    | 28         | 18         | 366      | 132      |

### A válogatottban
| Válogatott | Év       | Pályára lépés | Gól |
| ---------- | -------- | ------------- | --- |
| Svédország | 2015     | 2             | 0   |
| Svédország | 2016     | 2             | 1   |
| Svédország | 2022     | 3             | 0   |
| Összesen   | Összesen | 7             | 1   |

#### Góljai a válogatottban
| # | Időpont         | Helyszín                                                 | Ellenfél   | Gólok | Eredmény | Kiírás              |
| - | --------------- | -------------------------------------------------------- | ---------- | ----- | -------- | ------------------- |
| 1 | 2016. január 6. | Armed Forces Stadion, Abu-Dzabi, Egyesült Arab Emírségek | Észtország | 1–1   | 1–1      | Barátságos mérkőzés |

## Sikerei, díjai
Lech Poznań
- Ekstraklasa
  - Bajnok (1): 2021–22

- Lengyel Kupa
  - Döntős (1): 2021–22

- Lengyel Szuperkupa
  - Döntős (1): 2022

Nürnberg
- 2. Bundesliga
  - Feljutó (1): 2017–18

Svéd U21-es válogatott
- U21-es labdarúgó-Európa-bajnokság
  - Győztes (1): 2015